# VIDA
VIDA (Viden - Information - Dokumentation - Arkiv), indtil 2008 Dansk Arkivselskab,  er en dansk interesseorganisation, stiftet 18. marts 1976, med særlig fokus på informations- og vidensorganisation i både digitale og papirbaserede arkiver, såvel som generel dokumenthåndtering i organisationer, virksomheder og offentlige myndigheder.
Formålet med VIDA er gennem netværk og foreningsaktiviteter, at skabe forståelse og udvikling for personer med faglig interesse og kompetencer inden for området.

## Eksterne links
- vida.dk – foreningens hjemmeside
- LinkedIn - foreningens LinkedIn-side
- VIDA - foreningens Facebook-side